# 山根卓二
山根 卓二（やまね たくじ、1928年（昭和3年）1月5日 - 2008年（平成20年）9月5日）は、日本の新聞記者、実業家。産経新聞常務取締役編集局長、テレビ埼玉社長などを務めた。

## 略歴
陸軍獣医中将、戦後は日本動物薬事協会理事長を務めた山根定吉の二男として生まれる。東京出身。
旧制松江中学校から東京陸軍幼年学校を卒業。終戦時は陸軍士官学校の2年生であった。
第一高等学校を経て、東京大学文学部を卒業後、1953年に産経新聞社に入社（同期に俵孝太郎）。政治部長、取締役を経て、1982年には常務取締役東京本社編集局長に就任した。しかし、レフチェンコ証言で、「協力者」として名指しされ、社に迷惑をかけたことなどを理由に、1983年4月22日付けで辞任。後任の編集局長には藤村邦苗フジテレビ取締役・報道局長が現職のまま同日付けで任命された。
その後、西友顧問、日本衛星放送（現・WOWOW）取締役などを歴任。1994年6月テレビ埼玉社長に迎えられ、6年務めたあと会長に退いた。
2008年9月5日午前0時24分、肺炎のため東京都三鷹市の病院にて死去した。80歳没。

## レフチェンコ事件

### 「周恩来の遺書」記事
山根は、東京本社編集局次長時代の1976年1月23日付サンケイ新聞（当時の題字）で中華人民共和国の周恩来元首相が遺書を残し、その中で毛沢東が死ぬ直前に中華人民共和国の指導部内で深刻な対立があったことを示唆した「周首相が"遺書"を残した?」との署名記事を書いた。この記事の中でニュースソースは『ある筋としか書けないのだが』としていた。

### レフチェンコ証言
1979年10月、ノーボスチ通信の東京特派員だったスタニスラフ・レフチェンコが、自身の正体をKGBの少佐であると明かして駐日アメリカ合衆国大使館に亡命申請をし、即座に認められアメリカへ亡命した。その後、アメリカではレフチェンコを議会に招喚し秘密聴聞会を行った。1982年7月14日、レフチェンコは米国下院の秘密聴聞会で日本のジャーナリストを操っていたと証言。さらに「大手新聞社の工作員1人はオーナーがきわめて信頼を寄せる人物であり、ソ連がこの新聞を通じて自国に有利な政治状況を作るのにその工作員を利用した」とし、「彼（工作員）は『周恩来が遺書を残している』という記事を書いたが、これこそ1970年代にソ連が捏造したものの中で最も成功したケースであったと、上記山根が書いた「今日のレポート」を指し示しながら証言した。

### スクープ
このレフチェンコ証言を当時毎日新聞の特派員であった古森義久が1982年12月2日にスクープとして報道した。一週間後に公開された当該聴聞会の議事録では山根の書いた「今日のレポート」が添付され、ねつ造（FORGERY）のスタンプが押されたものだった。1987年、古森は当の産経新聞に引き抜かれ、ロンドン特派員を経て、ワシントン駐在編集特別委員兼論説委員に抜擢され、現在に至る。

## その後

### 引責辞任
上記スクープ後も本人は仕事上レフチェンコに接触したことは認めたが、工作員であったことは否定した。しかし、日本の公安警察がレフチェンコ本人に事情を聴取し、山根本人も事情聴取されるなど波紋が広がったため、この事件の責任を取る形で産経新聞社を去った。サンケイ新聞紙上では本人の言として「身の潔白を証明できないことは誠に悔しい限りでありますが、サンケイ新聞役員として…このまま相手の一方的な供述に対し、物証もなくただ否定しつづけるしかすべがないというのでは、私が半生を捧げ、この上なく愛してきたサンケイ新聞に多大の迷惑をかけるだけでなく、サンケイ新聞を信頼し、愛読して下さる読者に対して申し訳ないことになります。」と記載した。

### 信憑性
産経新聞社は1983年5月24日付朝刊で「レフチェンコ証言は全体として信憑性が高い」と報じた。また同年5月25日衆議院法務委員会で、当時警察庁警備局長の山田英雄が玉澤徳一郎の質問に以下のように答えている。
| 警察といたしましては、レフチェンコ証言の内容につきまして犯罪の存否を確認いたしますために、彼が政治工作担当のKGB機関員として直接運営しておった十一名の者につきまして、必要と判断しましたそのうちの数名の人から事情を聴取するなど所要の調査を行ったわけでございます。また、公務員が絡むとされておるケースも二、三ございました。これはレフチェンコ氏が直接取り扱わなかったものでありましても、事柄の性質上、同様に必要な調査を行ったわけでございます。その結果、いずれも捜査の端緒は得られず、立件には至らないという結論に達したわけでございます。 こうしたことは捜査上の課題でございますが、それとは別に、レフチェンコ証言の信憑性について触れますと、同証言において述べられた政治工作活動はいろいろあるわけでございますが、これと、警察はレフチェンコ氏在日中も彼はKGB政治工作担当機関員の容疑ありということで視察しておりましたが、そうしたレフチェンコ視察の結果あるいは他のKGB機関容疑者の視察結果と照合するとき、また裏づけ調査のプロセスで判明したことの結果、そういうものの照合の結果多くの点で一致するところがありますので、その信憑性については全体として高いと判断いたしております。以上が、一昨日調査結果ということで発表いたしました内容でございます。 |

### ミトロヒン文書
また、後にソ連を亡命した元KGBの書庫官ワシリー・ミトロヒンが秘密裏に持ち出したミトロヒン文書にも山根がKANTというコードネームを持つマスメディア内工作員であり、その存在をKGBが重宝していたことが記載されている。